# Adinolepis
Adinolepis là một chi bọ cánh cứng thuộc họ Cupedidae.